# 젠양시

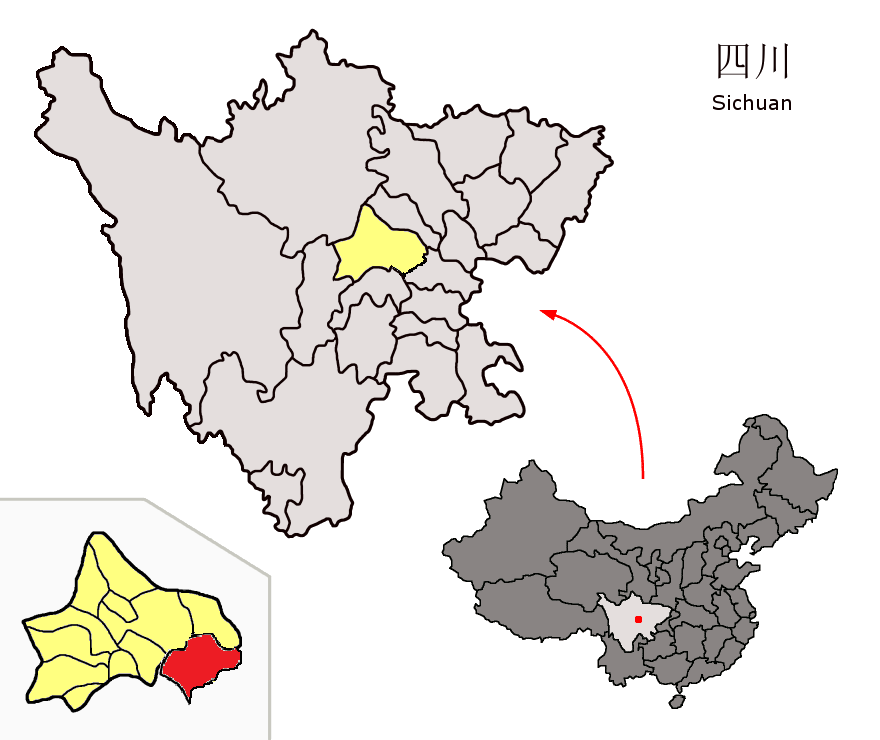
젠양 시의 위치

젠양시(한국어: 간양시, 중국어: 简阳市, 병음: Jiǎnyáng Shì)는 중화인민공화국 쓰촨성 청두시의 현급 행정구역이다. 넓이는 2215km2이고, 인구는 2007년 기준으로 1,430,000명이다. 2016년 5월, 쯔양 시 관할에서 청두시 관할로 바뀌었다.

## 기후
연평균 기온은 15.5°C이고 연평균 강수량은 882.9mm이다.

## 행정 구역
26개 진, 29개 향을 관할한다.
- 진: 简城镇, 石桥镇, 新市镇, 石盘镇, 东溪镇, 平泉镇, 禾丰镇, 云龙镇, 三星镇, 养马镇, 贾家镇, 石板凳镇, 三岔镇, 镇金镇, 石钟镇, 施家镇, 三合镇, 平武镇, 金马镇, 踏水镇, 江源镇, 涌泉镇, 芦葭镇, 草池镇, 太平桥镇, 青龙镇.
- 향: 老君井乡, 福田乡, 宏缘乡, 周家乡, 平窝乡, 武庙乡, 高明乡, 玉成乡, 丹景乡, 望水乡, 清风乡, 董家埂乡, 五星乡, 飞龙乡, 灵仙乡, 五指乡, 新民乡, 新星乡, 同合乡, 老龙乡, 壮溪乡, 海螺乡, 坛罐乡, 雷家乡, 安乐乡, 普安乡, 平息乡, 五合乡, 永宁乡.